# ユリーカのお城
ユリーカのお城（Eureeka's Castle）は、Judy KatschkeとR・L・スタインによって制作されたアメリカの子供番組である。
アメリカ合衆国では1989年から1995年までの間ニコロデオンの姉妹チャンネル・ニックJr.で放送され、日本ではニコロデオンで放送された。

## 解説
城を舞台に、魔法使いとその周囲のキャラクターたちの日常を描いた人形劇。

## 登場人物
ユリーカ
演/吹き替え：小野寺啓子
本作の主人公である魔法使い。魔法を使おうとしてよく騒動を起こす。
バットリー
縁の厚い眼鏡をかけたコウモリで、よくものをこわす。
マジェラン
演/吹き替え：稲田徹
ユリーカの城に暮らす赤ちゃんドラゴン。
ナックさん
演/吹き替え：不明
ケイト・クーイ
演/吹き替え：笠井律子
ボッグ
演/吹き替え：並木伸一

## 反響
未就学児向けの作品だが、大人の視聴者にも受け入れられ、ケーブル局のエミー賞ともいわれるケーブルACE賞を受賞した。受賞理由について、制作サイドは「視聴者が爆笑できること（言葉遊び、視覚にうったえたギャグ、"お約束"）が大きな要因ではないか。」とみている。
また、ACE賞受賞を受け、1週間の放送回数が増えたこともあった。